# Heinrich Ebel

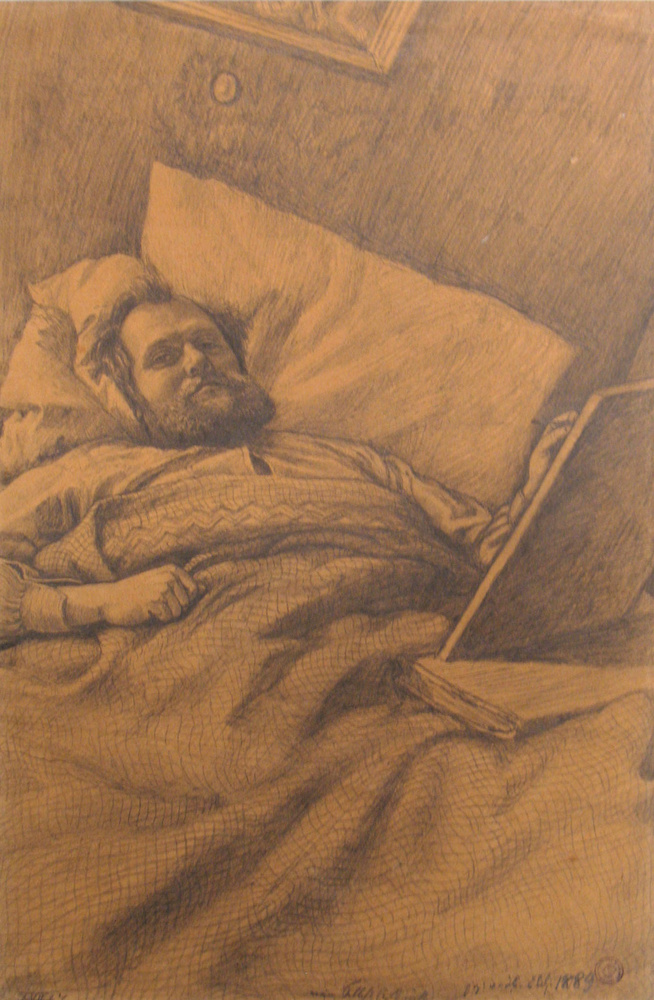
Selbstbildnis – im Bett liegend. Bleistiftzeichnung, 1889. Musée d’Art Moderne et Contemporain de Strasbourg

Heinrich Ebel (auch Henri Ebel; * 3. Juli 1849 in Gimmeldingen in der Rheinpfalz; † 5. Januar 1931 in Fegersheim im Elsass) war ein deutscher Maler und Plastiker.

## Leben und Werk
Heinrich Ebel studierte 1875 bis 1877 an der Kunstgewerbeschule in München. 1877 übernahm er das Geschäft für Dekorations- und Kirchenmalerei seines verstorbenen Bruders in Fegersheim. In den Folgejahren renovierte Ebel zahlreiche Kirchenmalereien elsässischer Kirchen und führte diese auch selber aus, so zum Beispiel im Bürgerspital Straßburg, in den Kirchen von Obersulzbach, Wittenheim, Stundweiler und Markirch.
Seit 1888 befasste sich Heinrich Ebel zunehmend mit Plastiken, von 1898 fertigte er Tafelbilder, bei denen er sich bevorzugt ländlichen Interieurs und Dorfansichten widmete. Ab 1900 wandte er sich der Temperamalerei mit einer besonderen Betrachtung von Licht, etwa in Form von Sonnenaufgängen, Laternen oder dem Vollmond zu.
1912 fand im Elsässischen Kunsthaus in Straßburg eine umfassende Sonderausstellung mit den Werken von Heinrich Ebel statt.
Seit Anfang der 1860er Jahre nahm Ebel an großen Kunstausstellungen in Berlin, Düsseldorf, Wien und des Kunstverein Barmen teil.

## Ehrungen

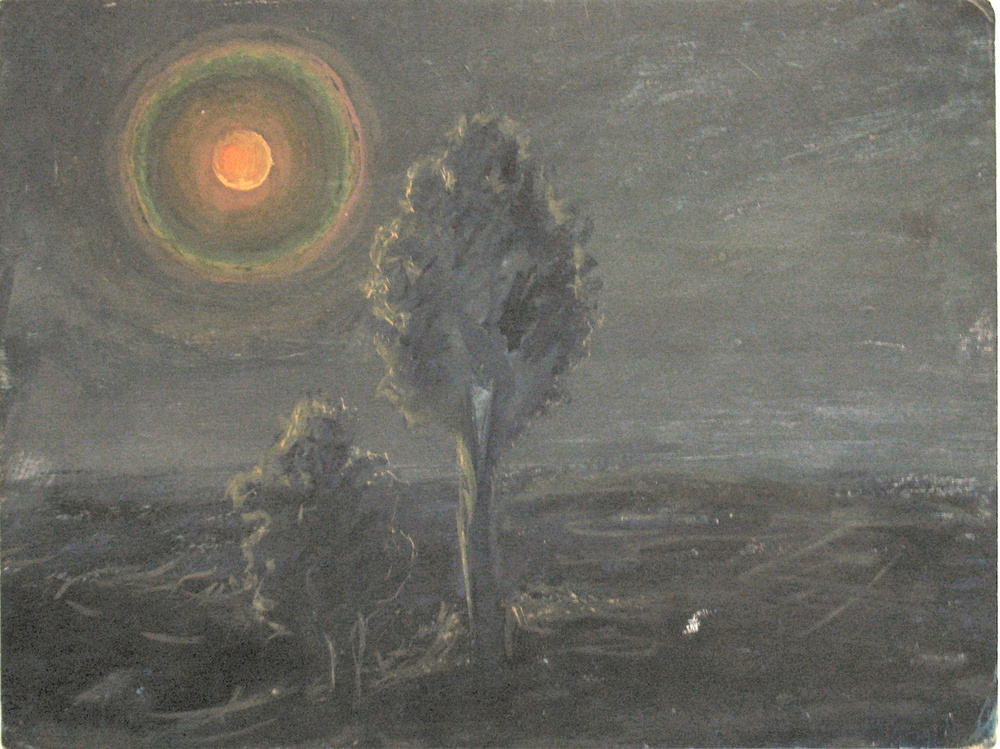
Bäume in der Elsässischen Ebene bei Mondschein, Temperafarbe auf Pappe, 27,7 × 37,2 cm (1890er Jahre). Musée d’Art Moderne et Contemporain de Strasbourg

In Fegersheim ist die Rue Henri Ebel nach Heinrich Ebel benannt.